# Steve Lemme

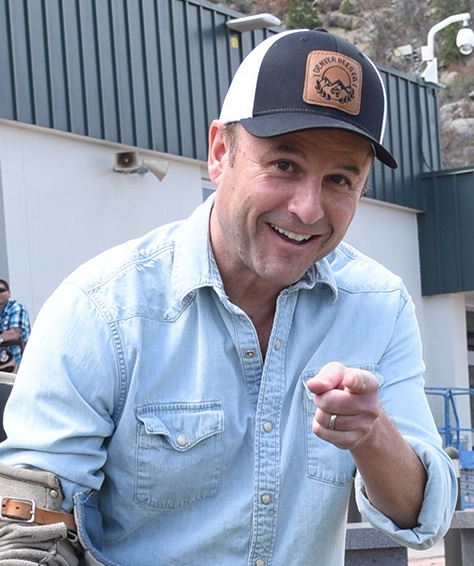
Steve Lemme (2016)

Steve Lemme (* 13. November 1968 in New York City, New York) ist ein US-amerikanischer Schauspieler, Drehbuchautor, Produzent und Mitglied der Comedy-Gruppe Broken Lizard.

## Leben
Er besuchte die Riverdale Country Day, eine Schule in New York, doch nach einem Jahr wechselte er zur Fountain Valley School in Colorado, an der 1987 seinen Abschluss machte. Er besuchte die Colgate University, fiel aber durch und war während dieser Zeit ein Mitglied der Beta-Theta-Pi-Studentenverbindung. Er war ebenso zusammen mit den anderen späteren Broken-Lizard-Mitgliedern Teil der Comedy-Truppe Charred Goosebeak.

## Filmografie
- 1996: Puddle Cruiser – Drehbuch (im Team), Felix Bean
- 2001: Super Troopers – Die Superbullen - Drehbuch (im Team), State Trooper MacIntyre 'Mac' Womack
- 2004: Club Mad – Drehbuch (im Team), Juan
- 2005: Ein Duke kommt selten allein – Jimmy
- 2006: Bierfest – Drehbuch (im Team), Finklestein
- 2009: The Slammin’ Salmon – Drehbuch (im Team), Connor
- 2018: Super Troopers 2